# 定着液 (写真現像)

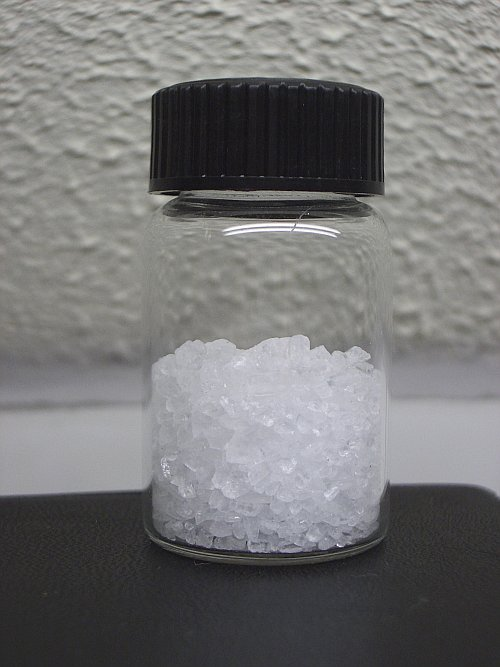
主成分のチオ硫酸ナトリウム（ハイポ）の結晶。

定着液（ていちゃくえき）は、写真・映画の現像工程において、フィルムや印画紙などの感光材料に対して使用する、薬品あるいは薬品の混合液である。チオ硫酸ナトリウム（ハイポ）の20-25％水溶液を主体とする。定着液は一般に白黒フィルム (black-and-white) 、コダクローム、クロモジェニックフィルムを含めたすべてのフィルム現像に用いられる。画像を形成する以外のハロゲン化銀を除去し、画像を安定させることが目的の作業に用いる液体である。

## 概要
定着液は画像を安定化する。すなわち、フィルムや印画紙に残留した未感光のハロゲン化銀を除去し、画像を形成する還元された金属銀を残して、光によってそれ以上の変化が起きないようにする。定着を行わなければ、残留したハロゲン化銀がすぐに黒ずみ、画像の曇り (写真)を引き起こす。定着液の主剤として一般的なものは、チオ硫酸ナトリウムあるいはチオ硫酸アンモニウムであり、後者を用いたものは処理時間が短くて済むため「迅速定着液」と呼ばれる。
一般にはチオ硫酸ナトリウムを基本に、現像液の混入に対する緩衝剤としての亜硫酸ナトリウムや酢酸、フィルム表面のゼラチン膜を硬化させて膨潤軟化（ふやけた状態）を防ぐためのカリウムミョウバンやホウ酸を加えた酸性硬膜定着液が用いられる。チオ硫酸アンモニウムを用いたコダックの「ラピッド フィクサー」、富士フイルムの「スーパーフジフィックスL」は、いずれも「迅速酸性硬膜定着液」と称している。クロモジェニックフィルムでは、色素だけを残すため、未感光の銀と画像を形成する銀の両方とも漂白定着液（通称ブリックス；"blix" = bleach fix）と呼ばれる薬品で除去する。漂白定着液にはチオ硫酸アンモニウムと、強力なキレート剤である Fe3-EDTA とが含まれている。
定着の後には水洗を行うことで、画像劣化の原因となる反応済みの薬品をフィルム表面の乳剤から除去する。

## 基本工程
以下は手現像における標準的な手法である。
1. 現像タンクに定着液を注ぐ。

攪拌する。

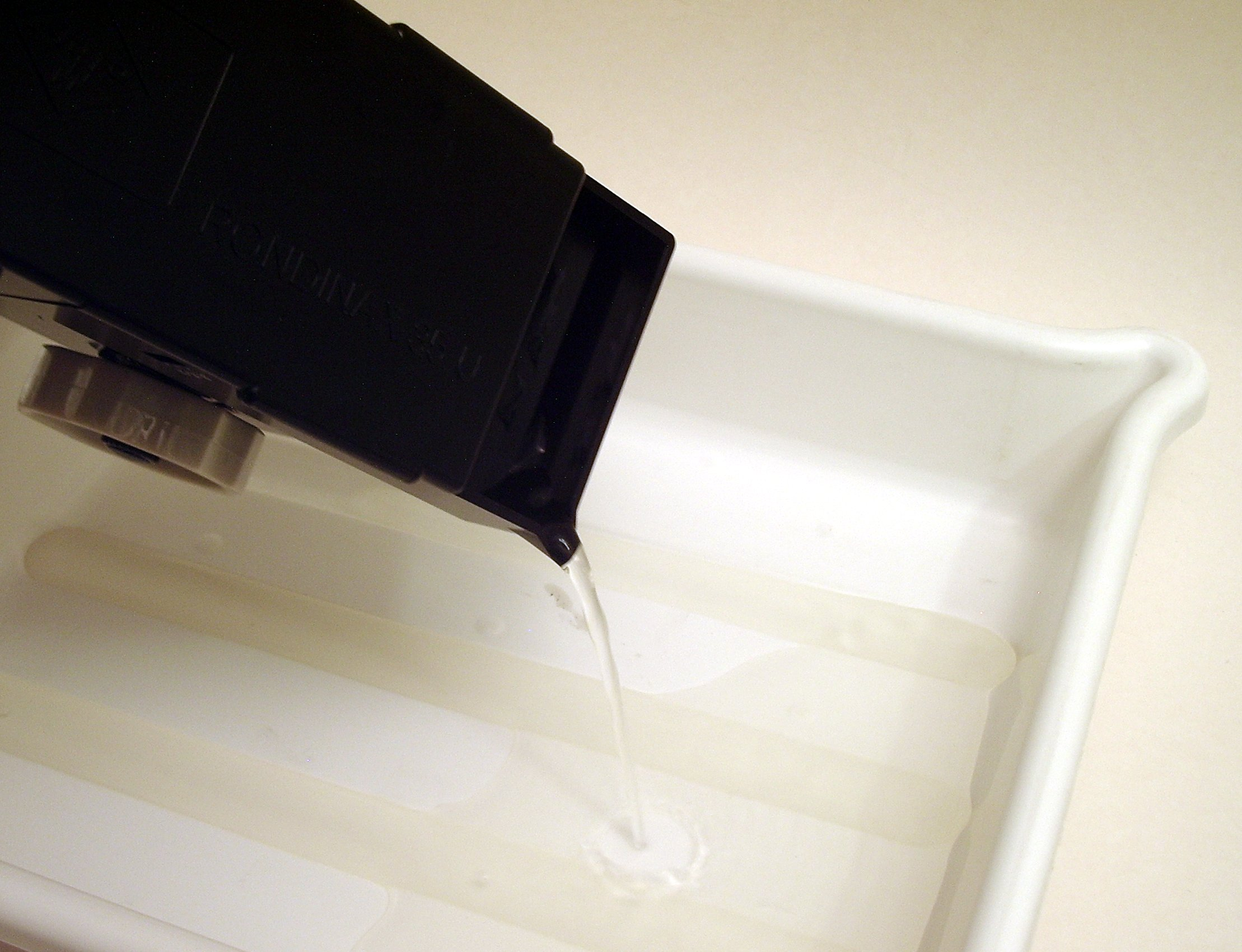
定着液の排出。これは Agfa Rondinax 35 U というタンク。

2. 攪拌 - 使用するタンクの形状にもよるが、「ピーターソン」などの蓋(この場合の蓋は倒立させても液が溢れない様にする為のもの)で密閉が出来るタイプの場合は、上下に180°倒立させて戻す方法で行う。本体に液の排出口があり、蓋をしていても倒立させるとそこから液が流れ出るタイプの場合(昔のタンクに多い。ツバサパテントC型など)は、攪拌軸を左右に90°ずつ動かす方法で行う。

  1. 当初3秒に1回のリズムで30～60秒間連続攪拌、定着ムラを防ぐ
  2. その後は1分あたり10秒（約3回）
  3. 「Agfa Rondinax」や、そのコピーである「G.R.C Vester Box」などのいわゆる“デイライト・ボックス”を使用して現像した時は、現像の時同様に定着中も常にダイヤルを回してリールを回転させる必要がある。
3. 一定の定着時間（迅速定着液で4–5 分、通常10分程度）経過後、定着液を元に戻す

⇒ 水洗へ

## 処方
現像液と同様に定着液も各社から様々な処方が公表されている。

また現像液とは異なり、個人でも入手しやすい薬品を主に用いるので、調合だけでなくアレンジなどもし易い。

以下に主な処方を列挙するが、「最後に水を加えて総量1000ml」するのは現像液のそれと変わらない。

| 名称 | 水(50℃) | ハイポ    | 無水亜硫酸ソーダ |  |
| --- | ------- | --------- | ---------------- |  |
| 単ハイポ定着液 | 750ml   | 200～250g | （30g）          |  |
| 定着作用のみを求め得るのであれば、ハイポの20～25%溶液で事は足りるが、一回毎に調合し廃棄をしなければならず、不経済である。なので反復使用するのであれば無水亜硫酸ソーダを30g加える事。ただしいずれの場合も硬膜化作用に乏しいため、場合によってはフィルム膜に縮れやヒビ、剥がれや削げなどの故障が発生する |         |           |                  |  |

| イーストマン・コダック | 型番 | 名称                                               | 水(50℃) | ハイポ | 塩化アンモニウム | 無水亜硫酸ソーダ | メタ重亜硫酸カリウム(メタカリ) | メタホウ酸ナトリウム       | 氷醋酸 | 酢酸(28%) | ホウ酸(結晶) | ホウ酸 | ミョウバン末 | ホウ砂 |  |
| ---------------------- | --- | -------------------------------------------------- | ------- | ------ | ---------------- | ---------------- | ------------------------------ | -------------------------- | ------ | --------- | ------------ | ------ | ------------ | ------ |  |
| イーストマン・コダック | F-5 | 酸性硬膜定着液                                     | 600ml   | 240g   |                  | 15g              |                                |                            | 13.3ml |           | 7.5g         |        | 15g          |        |  |
| イーストマン・コダック | コダックF-1定着液の白濁し易い欠点を改善したものである。安定性が高く、夏季28℃を超えても尚白濁する事は無い。硬膜力も長く持続する。印画紙には向かない |                                                    |         |        |                  |                  |                                |                            |        |           |              |        |              |        |  |
| イーストマン・コダック | F-6 | 無臭酸性硬膜定着液                                 | 600ml   | 240g   |                  | 15g              |                                | 15g(原処方ではコダルク15g) |        | 48ml      |              |        | 15g          |        |  |
| イーストマン・コダック | 乾板フィルム及び印画紙用定着液だが、コダック指定処方SB-1停止液と併用しなければならない。酢酸(28%)は氷酢酸3に水8の割合で混合して作る                |                                                    |         |        |                  |                  |                                |                            |        |           |              |        |              |        |  |
| イーストマン・コダック | F-7 | 迅速定着液                                         | 600ml   | 360g   | 50g              | 15g              |                                |                            |        | 48ml      |              | 7.5g   | 15g          |        |  |
| イーストマン・コダック | F-5よりはるかに定着作用が迅速で定着能力も大きい。酢酸(28%)は氷酢酸3に水8の割合で混合して作る                                                       |                                                    |         |        |                  |                  |                                |                            |        |           |              |        |              |        |  |
| イーストマン・コダック | F-10 | 高アルカリ性現像液併用(モノクロリバーサル用)定着液 | 500ml   | 330g   |                  | 7.5g             |                                | 30g(原処方ではコダルク30g) |        | 72ml      |              | 22.5g  |              |        |  |
| イーストマン・コダック | 水温は25℃に保つ事。定着時間は10～15分だが、15分以上かかるようであれば廃棄しなければならない。酢酸(28%)は氷酢酸3に水8の割合で混合して作る           |                                                    |         |        |                  |                  |                                |                            |        |           |              |        |              |        |  |
| イーストマン・コダック | F-24 | 非硬膜酸性定着液                                   | 500ml   | 240g   |                  | 15g              | 25g                            |                            |        |           |              |        |              |        |  |
| イーストマン・コダック | 特に硬膜化を必要としない場合に使用する。乾板、フィルム、印画紙いずれにも使用できる                                                                 |                                                    |         |        |                  |                  |                                |                            |        |           |              |        |              |        |  |
| イーストマン・コダック | (型番なし) | 強硬膜酸性定着液                                   | 700ml   | 250g   |                  | 15g              |                                |                            | 13.3ml |           |              |        | 15～30g      | 12.5g  |  |
| イーストマン・コダック | コダックからF-5と共に公表された処方ではあるが指定になっていないので型番が附されていない。ミョウバン末は夏季は30g冬季は15gで調合する                |                                                    |         |        |                  |                  |                                |                            |        |           |              |        |              |        |  |

| 名称 | 水(50℃) | ハイポ     | 塩化アンモニウム | 無水亜硫酸ソーダ | 氷醋酸 | ミョウバン末 | ホウ砂 |  |
| --- | ------- | ---------- | ---------------- | ---------------- | ------ | ------------ | ------ |  |
| 超硬膜酸性定着液 | 750ml   | 250g(200g) | (50g)            | 15g              | 12.5ml | 30g          | 7.5g   |  |
| 強力な硬膜化作用を有し、これで定着を施せば爪で引っ掻いても瑕が附く事はまず無い。定着時間が15分と長い為、迅速を求める時はハイポを200gに減らし、塩化アンモニウムを50g加える事で迅速化が計れる |         |            |                  |                  |        |              |        |  |

| 名称                                       | 水(50℃) | ハイポ | 無水亜硫酸ソーダ | 氷醋酸 | クエン酸 |  |
| ------------------------------------------ | ------- | ------ | ---------------- | ------ | -------- |  |
| 酸性硬膜定着液                             | 750ml   | 250g   | 30g              | (14ml) | 14g      |  |
| 通常はクエン酸で調合するが、氷酢酸でも良い |         |        |                  |        |          |  |

## おもな製品
- コダック コダフィックス ソリューション - 硬膜定着液、フィルム用には1:3、印画紙用には1:7に希釈する[5]。
- コダック コダック フィクサー - 硬膜定着剤（粉末）[5]
- コダック ラピッド フィクサー - 迅速酸性硬膜定着液（医薬用外劇物）、硬膜剤を含む2薬濃縮[5]。
- コダック ポリマックスRT フィクサー - 定着液（自動現像機用）、白黒印画紙専用で1:3に希釈する[5]。
- 富士フイルム スーパーフジフィックスL - 迅速酸性硬膜定着液、白黒フィルム・印画紙両用[6]。
- イルフォード ラピッドフィクサー1 - 迅速酸性定着液、白黒フィルム・印画紙両用で1:4に希釈する[7]。
- 中外写真薬品 マイロールF-RC - 定着液（自動現像機用）、印画紙用[8]。
- 中外写真薬品 マイラピッドP - 定着液[8]。
- 中外写真薬品 マイラピッドF - 定着液、2薬濃縮[8]。
- 中外写真薬品 リプロドールF - 定着液（自動現像機用）、マイクロフィルム用[8]。
- 中外写真薬品 リプロドールFA - 定着液（自動現像機用）、マイクロフィルム用[8]
- 中外写真薬品 マイフィクサー - 定着液、バライタ印画紙用[8]、マイフィクサー用硬膜剤 マイハーデナー を併用できる[8]。
- デジタルトゥルース eco pro ニュートラル・フィクサー - 定着液、低毒性・低公害性、白黒用、フィルム用には1:4、印画紙用には1:7に希釈する[9]。
- テテナール 漂白定着液 - 漂白定着液、E-6現像用の「テテナール E6 3浴処理1Lキット」等にセットされている[10]。

## 廃液処理
使用後の定着液には重金属の銀が含まれるため、そのまま下水道に流す事は望ましくない。可能であれば、写真店や現像所を介し、処理業者に依頼するのが望ましい。それができない場合は大量の水で希釈してから下水道に流す。処理業者では、廃液から銀を回収したのち（写真材料に再利用される）、中和処理される。